# Oeax rufescens
Oeax rufescens är en skalbaggsart som beskrevs av Stefan von Breuning 1939. Oeax rufescens ingår i släktet Oeax och familjen långhorningar. Inga underarter finns listade i Catalogue of Life.